# Trường Đại học Luật, Đại học Huế
Trường Đại học Luật (tiếng Anh: University of Law, Hue University) là một trường đại học thuộc hệ thống đại học Đại học Huế chuyên đào tạo về lĩnh vực pháp luật, nghiên cứu khoa học. Trường còn là trung tâm chuyển giao công nghệ về khoa học xã hội - nhân văn; tổ chức các dịch vụ pháp lý; cung cấp nguồn nhân lực, sản phẩm khoa học, dịch vụ pháp lý có chất lượng cao đáp ứng nhu cầu phát triển kinh tế - xã hội của khu vực miền Trung và cả nước.

## Các ngành đào tạo
- Luật (mã ngành: 7380101): Luật Hành chính; Luật Dân sự; Luật Hình sự; Luật Kinh tế, Luật Quốc tế.[4]
- Luật Kinh tế (mã ngành: 7380107): Luật Hợp đồng; Luật Tổ chức kinh doanh.